# Alció de les Samoa
L'alció de les Samoa (Todiramphus recurvirostris) és una espècie d'ocell de la família dels alcedínids (Alcedinidae) que habita boscos i manglars a les illes occidentals de l'arxipèlag de Samoa.